# Ключ (фільм, 1959)
Ключ (яп. 鍵, каґі) — японський фільм-драма 1959 року, поставлений режисером Коном Ітікавою за однойменним романом Джюн'їчіро Танідзакі 1956 року. Фільм брав участь у головній конкурсній програмі 13-го Каннського міжнародного кінофестивалю 1960 року, де здобув Приз журі. Стрічка також отримала «Золотий глобус» як найкращий фільм іноземною мовою та низку інших професійних кінонагород .

## Сюжет
Кіото, кінець 1950-х. У центрі історії — Кенджі Кенмочі, літній експерт із старовинного мистецтва, і його дружина Ікуко. Кенмочі відчуває, що потенція покидає його, і таємно звертається до молодого лікаря Кімури, щоб той робив йому ін'єкції, які посилюють потенцію, незважаючи на ризик для здоров'я. Кенмочі також сподівається видати свою доньку за Кімуру. Ікуко, що таємно ненавидить чоловіка, дізнається про ін'єкції, але вирішує зберегти свою обізнаність у таємниці. Кенмочі зізнається лікареві, що ефективний засіб повернути собі молодість — це ревнощі. Напоївши дружину до нестями, він підлаштовує усе так, щоб лікар побачив її голою. Його інтрига призводить до того, що Ікуко по-справжньому закохується в Кімуру. Невгамовні пристрасті Кенмочі приводять його до смерті — не без допомоги дружини. Їхня донька Тошіко, яка знає про зв'язок матері з лікарем, вирішує отруїти матір, підсипавши їй в чай пестицид. Але, за трагікомічною випадковістю, її устигає «випередити» в цій справі служниця Хана. Вона дальтонік і просто не може відрізнити по вигляду пестицид від спецій: так отрута опиняється в салаті в усієї сім'ї.
Служниця зізнається у своїй помилці, але поліція не хоче її слухати, вважаючи, що сім'я вчинила самогубство, розкаюючись у поганому ставленні до Кенмочі.

## У ролях
- Мачіко Кьо ···· Ікуко Кенмочі
- Ґандзіро Накамура ···· Кенджі Кенмочі
- Дзюнко Кано ···· Тошіко Кенмочі
- Тацуя Накадай ···· Кімура
- Сабуро Дате
- Дзюн Хамамура ···· доктор Сома
- Тацуо Ханабу
- Таніе Кітабаяші ···· Хана
- Таніе Косуґі
- Маюмі Курата ···· Койке

## Знімальна група
- Автори сценарію — Кейдзі Хасебе, Кон Ітікава, Натто Вада, за романом «Ключ»[en] (яп. 鍵, 1956) Джюн'їчіро Танідзакі
- Режисер-постановник — Кон Ітікава
- Продюсери — Масаїті Нагата
- Продюсер-планувальник — Хіроакі Фудзій
- Композитор — Ясусі Акутаґава
- Оператор — Кадзуо Міяґава
- Монтаж — Хіроакі Фудзій, Кон Ітікава, Тації Накашідзу
- Художник-декоратор — Токуджіро Харашіма
- Художник по костюмах — Йосіо Уено
- Артдиректор — Шімокавахара Томоо
- Звук — Кен'їчі Нішій

## Визнання
| Нагороди та номінації фільму «Ключ» | Нагороди та номінації фільму «Ключ» | Нагороди та номінації фільму «Ключ» | Нагороди та номінації фільму «Ключ» | Нагороди та номінації фільму «Ключ» | Нагороди та номінації фільму «Ключ» |
| Рік                                 | Кінофестиваль/кінопремія            | Категорія/нагорода                  | Номінант                            | Результат                           |                                     |
| ----------------------------------- | ----------------------------------- | ----------------------------------- | ----------------------------------- | ----------------------------------- | ----------------------------------- |
| 1960                                | Золотий глобус                      | Найкращий фільм іноземною мовою     | Ключ                                | Перемога                            |                                     |
| 1960                                | Каннський міжнародний кінофестиваль | Золота пальмова гілка               | Ключ                                | Номінація                           |                                     |
| 1960                                | Каннський міжнародний кінофестиваль | Приз журі                           | Ключ                                | Перемога                            |                                     |
| 1960                                | Премія «Блакитна стрічка»           | Найкращий режисер                   | Кон Ітікава                         | Перемога                            |                                     |
| 1960                                | Премія Kinema Junpo                 | Найкращий сценарій                  | Натто Вада                          | Перемога                            |                                     |